# Joel West
Joel West (* 6. April 1975 in Indianola, Iowa, USA) ist ein US-amerikanischer Film- und Theaterschauspieler sowie Fotomodell.

## Leben
West wurde als Einzelkind von Jan Gipple (Tierarztgehilfin) und Rob West (Kameramann/Castingagent) geboren. Die Eltern ließen sich jedoch 1989 scheiden. Nach dem Besuch der Indianola High School und des Buena Vista College in Storm Lake entschloss sich West, Modell zu werden. Er arbeitete für Calvin Klein, Versace und Hugo Boss und wirkte in einem Werbespot für Bacardi mit.
Da ihm eine Ähnlichkeit mit dem niederländischen Männermodell Markus Schenkenberg nachgesagt wird, hat er in Fachkreisen stets den Spitznamen „Baby Marcus“ behalten. Seit er im September 2002 in Shakespeares Was ihr wollt auf der Bühne eine Nebenrolle übernommen hatte, ist West auch als Schauspieler sehr gefragt.
Im August 2002 heiratete er die Filmschauspielerin Anna Bocci. Die beiden haben ein gemeinsames Kind.

## Filmografie (Auswahl)

### Fernsehserien
- 2002: Felicity (eine Folge)
- 2002: Charmed – Zauberhafte Hexen (Charmed, eine Folge)
- 2004: Star Trek: Enterprise (eine Folge)
- 2003–2006: CSI: Miami (neun Folgen)

### Spielfilme
- 2000: Blood Surf – Angriff aus der Tiefe (Krocodylus)
- 2000: Emilys Vermächtnis (The Giving Tree)
- 2001: Codename Elite – Im Kampf gegen den Terror (The Elite)
- 2002: Global Effect – Am Rande der Vernichtung (Global Effect)